# Universidade da Indústria Química de Hamhung
A Universidade da Indústria Química de Hamhung é uma universidade em Hamhung, na Coreia do Norte, a segunda maior cidade do país. É o primeiro instituto de ciência e tecnologia a ser estabelecido na Coreia do Norte, tendo sido criado em 1947.